# Ginger Helgeson
Ginger Helgeson (Saint Cloud, 14 settembre 1968) è un'ex tennista statunitense.
È conosciuta anche con il nome di Ginger Helgeson-Nielsen dopo aver sposato Todd Nielsen nel 1994.

## Carriera
In carriera ha vinto un titolo in singolare, l'ASB Classic nel 1994. Nei tornei del Grande Slam ha ottenuto il suo miglior risultato raggiungendo i quarti di finale di doppio misto agli US Open nel 1992 e di doppio all'Open di Francia nel 1994 e a Wimbledon nel 1997.

## Statistiche

### Singolare

#### Vittorie (1)
| Numero | Anno            | Torneo                | Superficie | Avversaria in finale | Punteggio |
| 1.     | 6 febbraio 1994 | ASB Classic, Auckland | Cemento    | Inés Gorrochategui   | 7-6, 6–3  |

### Singolare

#### Finali perse (1)
| Numero | Anno            | Torneo                | Superficie | Avversaria in finale | Punteggio     |
| 1.     | 5 febbraio 1995 | ASB Classic, Auckland | Cemento    | Nicole Bradtke       | 6-3, 2-6, 1-6 |

### Doppio

#### Finali perse (2)
| Numero | Anno           | Torneo                        | Superficie | Compagna         | Avversarie in finale                 | Punteggio     |
| 1.     | 30 agosto 1992 | Schenectady Open, Schenectady | Cemento    | Shannan McCarthy | Alexia Dechaume Florencia Labat      | 3-6, 6-1, 2-6 |
| 2.     | 7 agosto 1994  | San Diego Open, San Diego     | Cemento    | Rachel McQuillan | Jana Novotná Arantxa Sánchez Vicario | 3-6, 3-6      |